# Rezerwat przyrody Las Mieszany w Nadleśnictwie Łopuchówko
Rezerwat przyrody Las Mieszany w Nadleśnictwie Łopuchówko – leśny rezerwat przyrody położony w gminie Murowana Goślina, powiecie poznańskim (województwo wielkopolskie). Znajduje się na terenie Parku Krajobrazowego Puszcza Zielonka, przylegając do Traktu Bednarskiego.
Rezerwat zajmuje powierzchnię 10,83 ha (akt powołujący podawał 9,28 ha). Wokół rezerwatu utworzono otulinę o powierzchni 10,78 ha. Obszar rezerwatu podlega ochronie ścisłej.

## Przedmiot ochrony
Rezerwat został utworzony w 1962 roku w celu ochrony drzewostanu dębowo-sosnowego (180–200 lat) z udziałem grabu (Carpinus betulus) i buka (Fagus silvatica). Las ma charakter grądu środkowoeuropejskiego. Sosna w rezerwacie jest w zaawansowanym wieku i jej udział w drzewostanie maleje. Martwe drzewa padając czynią luki zajmowane przez graby. W runie występują m.in.: orlica pospolita, narecznica samcza, bodziszek cuchnący, marzanka wonna, fiołek leśny, konwalia majowa i wiechlina gajowa. Faunę rezerwatu reprezentują m.in.: naliściak brzozowiak, witalnik dębiak, mrówka rudnica, rynnica topolowa i modraszek ikar.

## Podstawa prawna
- Zarządzenie Ministra Leśnictwa i Przemysłu Drzewnego z dnia 14 września 1962 r. w sprawie uznania za rezerwat przyrody (M. P. z 1962 r. Nr 81, Poz. 382)
- Obwieszczenie Wojewody Wielkopolskiego z dn. 4.10.2001 r. w sprawie ogłoszenia wykazu rezerwatów przyrody utworzonych do dn. 31.12.1998 r.
- Zarządzenie Nr 16/09 Regionalnego Dyrektora Ochrony Środowiska w Poznaniu z dnia 5 października 2009 r. w sprawie rezerwatu przyrody „Las Mieszany w Nadleśnictwie Łopuchówko”